# ماکسیمیلیان راسمن
ماکسیمیلیان راسمن (انگلیسی: Maximilian Rossmann؛ زادهٔ ۶ مهٔ ۱۹۹۵) بازیکن فوتبال اهل آلمان است.
از باشگاه‌هایی که در آن بازی کرده‌است می‌توان به باشگاه فوتبال هراکس آلملو اشاره کرد.